# Lorenzo Del Gatto
Lorenzo Del Gatto (Fermo, 8 luglio 1994) è un pesista italiano.

## Biografia
È originario di Montegiorgio, una località in provincia di Fermo. Cresciuto in una famiglia di appassionati podisti, fin da giovane ha avuto un forte legame con il mondo dello sport, anche se ha sperimentato diverse discipline prima di trovare la sua vera vocazione. Ha praticato nuoto, calcio e pallavolo, ma è stato solo quando ha iniziato a dedicarsi al lancio del peso, partecipando a gare studentesche, che ha trovato il suo campo ideale. In poco tempo, grazie agli allenamenti a Porto San Giorgio, sotto la guida del tecnico Alfio Petrelli, ha raggiunto grandi risultati, conquistando subito il titolo nazionale cadetti nel lancio del peso. Da quel momento, ha continuato a dominare nelle varie categorie giovanili, vincendo almeno un titolo in ciascuna di esse.
Dopo il diploma presso l’Ipsia con indirizzo elettronico, ha deciso di intraprendere una carriera militare, scegliendo di arruolarsi nell’Esercito come volontario. Nel novembre del 2016, è entrato nel Centro Sportivo dei Carabinieri a Bologna, dove ha avuto l'opportunità di lavorare con il tecnico Paolo Dal Soglio, con cui ha ricominciato ad allenarsi dopo un periodo di pausa.
Nel 2020, ha deciso di cambiare gruppo tecnico, passando sotto la guida di Marinella Vaccari. In questo nuovo ambiente, ha avuto l'opportunità di allenarsi insieme ad altri atleti di alto livello, tra cui la martellista Sara Fantini. È in questo periodo che ha raggiunto il suo personale di 19,78 metri nel lancio del peso, stabilendo un nuovo record personale.

## Progressione

### Getto del peso outdoor
| Stagione | Misura  | Luogo          | Data      | Rank. Mond. |
| -------- | ------- | -------------- | --------- | ----------- |
| 2024     | 19,48 m | Conegliano     | 11-5-2024 |             |
| 2023     | 19,75 m | Molfetta       | 30-7-2023 |             |
| 2022     | 19,65 m | Ferrara        | 25-4-2022 |             |
| 2021     | 19,78 m | Ferrara        | 17-6-2021 |             |
| 2020     | 18,69 m | Padova         | 30-8-2020 |             |
| 2019     | 18,74 m | Forlì          | 4-7-2019  |             |
| 2018     | 18,17 m | Pescara        | 8-9-2018  |             |
| 2017     | 17,48 m | Ponzano Veneto | 1-6-2017  |             |
| 2015     | 16,93 m | Rieti          | 12-6-2015 |             |
| 2014     | 17,17 m | Macerata       | 11-5-2014 |             |
| 2013     | 16,35 m | Macerata       | 7-9-2013  |             |
| 2012     | 15,16 m | Macerata       | 20-5-2012 |             |
| 2011     | 13,76 m | Macerata       | 7-9-2011  |             |
| 2010     | 13,50 m | Fabriano       | 13-6-2011 |             |

## Palmarès
| Anno | Manifestazione | Sede  | Evento          | Risultato | Prestazione | Note |
| ---- | -------------- | ----- | --------------- | --------- | ----------- | ---- |
| 2011 | Mondiali u18   | Lilla | Lancio del peso | 19°       | 17,81 m     | 5 kg |
| 2013 | Europei u20    | Rieti | Lancio del peso | 15°       | 17,75 m     | 6 kg |
| 2024 | Europei        | Roma  | Lancio del peso | 24°       | 18,83m      |      |

## Campionati nazionali
- 1 volte campione nazionale promesse nel lancio del peso indoor
- 1 volte campione nazionale promesse nel lancio del peso
- 1 volte campione nazionale juniores nel lancio del peso indoor
- 1 volte campione nazionale juniores nel lancio del peso
- 1 volte campione nazionale allievi nel lancio del peso indoor
- 1 volte campione nazionale allievi nel lancio del peso

2009
- Oro ai campionati italiani cadetti (Desenzano del Garda), lancio del peso(4 kg) - 17,35 m

2010
- Argento ai campionati italiani allievi (Rieti), lancio del peso (5 kg) - 18,34 m

2011
- Oro ai campionati italiani allievi (Rieti), lancio del peso (5 kg) - 18,11 m
- Oro ai campionati italiani allievi indoor (Ancona), getto del peso  (5 kg) - 17,53 m

2012
- Argento ai campionati italiani juniores indoor (Ancona), lancio del peso (6 kg) - 17,15 m

2013
- Oro ai campionati italiani juniores (Rieti), lancio del peso(6 kg) - 18,28 m
- Oro ai campionati italiani juniores indoor (Ancona), getto del peso  (6 kg) - 17,41 m
- 8° ai campionati italiani assoluti (Milano), lancio del peso - 15,93 m
- 8° ai campionati italiani assoluti indoor (Ancona), getto del peso  - 15,52 m

2014
- Argento ai campionati italiani promesse (Torino), lancio del peso - 16,35 m
- 6° ai campionati italiani assoluti (Rovereto), lancio del peso - 15,97 m
- 6° ai campionati italiani assoluti indoor (Ancona), getto del peso  - 16,36 m

2015
- Oro ai campionati italiani promesse (Rieti), lancio del peso - 16,93 m
- Oro ai campionati italiani promesse indoor (Ancona), getto del peso  - 16,58 m
- 5° ai campionati italiani assoluti (Torino), lancio del peso - 16,11 m
- 4° ai campionati italiani assoluti indoor (Ancona), getto del peso  - 16,95 m

2017
- Rit ai campionati italiani assoluti (Trieste), lancio del peso

2018
- Bronzo ai campionati italiani assoluti (Pescara), lancio del peso - 18,17 m
- 4° ai campionati italiani assoluti indoor (Ancona), getto del peso  - 17,36 m

2019
- Bronzo ai campionati italiani assoluti (Bressanone), lancio del peso - 17,65 m
- Bronzo ai campionati italiani assoluti indoor (Ancona), getto del peso  - 18,05 m

2020
- Bronzo ai campionati italiani assoluti (Padova), lancio del peso - 18,69 m
- Bronzo ai campionati italiani assoluti indoor (Ancona), getto del peso  - 19,13 m

2021
- 5° ai campionati italiani assoluti (Rovereto), lancio del peso - 19,09 m
- Argento ai campionati italiani assoluti indoor (Ancona), getto del peso  - 19,13 m

2022
- Bronzo ai campionati italiani assoluti (Rieti), lancio del peso - 19,36 m
- 5° ai campionati italiani assoluti indoor (Ancona), getto del peso  - 18,86 m

2023
- Bronzo ai campionati italiani assoluti (Molfetta), lancio del peso - 19,36 m
- 7° ai campionati italiani assoluti indoor (Ancona), getto del peso  - 18,61 m

2024
- 4° ai campionati italiani assoluti (La Spezia), lancio del peso - 18,25 m
- Bronzo ai campionati italiani assoluti indoor (Ancona), getto del peso  - 18,97 m

2025
- 5° ai campionati italiani assoluti indoor (Ancona), getto del peso  - 18,59 m

## Altre competizioni internazionali
2012
- Bronzo nel Triangolare Italia-Germania-Francia ( Val De Reuil), lancio del peso (under 20) - 17,92 m

2013
- 6° nel Triangolare Italia-Germania-Francia ( Ancona), lancio del peso (under 20) - 17,09 m

2014
- 15º nella Coppa Europa di lanci ( Leiria), lancio del peso (under 23) - 15,63 m

2015
- 16° nella Coppa Europa di lanci ( Leiria), lancio del peso (under 23) - 15,62 m